# Jul, jul, strålande jul (album av Ingvar Wixell)
Jul, jul, strålande jul är ett julalbum från 1964 av Ingvar Wixell med Hans Wahlgrens orkester. och återutgivet 1993.

## Låtlista
1. Julsång (Cantique de Noel) - Adolphe Adam
2. När det lider mot jul (Det strålar en stjärna) - Ruben Liljefors, Jeanna Oterdahl
3. Det är en ros utsprungen (Es ist ein Ros entsprungen) - anonym
4. I juletid - Gustaf Nordqvist, Paul Nilsson
5. Kom jul, med klara, vita ljus - Sven Skiöld, Karl-Erik Forsslund
6. Jul, jul, strålande jul - Gustav Nordqvist, Edvard Evers
7. Hosianna  - Georg Joseph Vogler
8. Det brinner en stjärna i Österland - David Wikander, Paul Nilsson
9. Stilla natt (Stille Nacht, Heilige Nacht) - Franz Gruber, Carl Oskar Malmström
10. Betlehems stjärna (Gläns över sjö och strand) - Alice Tegnér, Viktor Rydberg
11. Ett barn är fött på denna dag - trad.
12. Nu är det advent - Gustaf Nordqvist, Erik Natan Söderberg
13. Nu tändas tusen juleljus - Emmy Köhler
14. Gören portarna höga - Gunnar Wennerberg

### Fotnoter
1. ↑  ”Jul, jul, strålande jul”. Svensk mediedatabas. 26 februari 1964. http://smdb.kb.se/catalog/id/001461698. Läst 23 augusti 2014.
2. ↑  ”Jul, jul, strålande jul”. Svensk mediedatabas. 26 februari 1993. http://smdb.kb.se/catalog/id/001504514. Läst 23 augusti 2014.